# Marc François Jérôme Wolff
Pour les articles homonymes, voir Wolff.
Le baron Marc François Jérôme Wolff, né le 4 mars 1776 à Strasbourg - mort le 24 octobre 1848 à Paris, est un général français de la Révolution et de l’Empire.

## Biographie
Petit-fils de Cerf Berr, le principal représentant du judaïsme alsacien sous l'Ancien Régime, il s'engage en 1794, rejoint le 2e Régiment de Chasseurs à Cheval dans l'armée du Rhin et est promu sous-lieutenant en 1799.
De 1805 à 1814, il sert dans la Grande Armée et en 1808, en tant que colonel, il organise la cavalerie en Westphalie. Il se convertit cette année-là au christianisme[réf. nécessaire]. Il est créé chevalier de l'Empire par lettres patentes du 29 août 1810.
Lors de la campagne de Russie en 1812, il commande la Cavalerie légère et est promu général de brigade le 6 avril 1812. Il est créé baron par diplôme du Roi de Westphalie du 16 septembre 1813.
Converti au catholicisme au début de la Restauration sous Louis XVIII, il est nommé maréchal de camp le 22 septembre 1814, et il est fait baron en 1819.
Membre du Comité de Cavalerie le 22 septembre 1814, avec effet rétroactif au 7 novembre 1813. Il est promu lieutenant-général le 31 décembre 1835, et il devient Inspecteur général de la Cavalerie.
Son nom est gravé sur l'Arc de triomphe de l'Étoile. Ainsi, Marc Wolff est le premier général d'origine juive et officier de carrière en France.

## Distinctions
- Grand officier de la Légion d'honneur
- Il fait partie des 660 personnalités à avoir son nom gravé sous l'Arc de triomphe de l'Étoile. Il apparaît sur la 39e colonne (l’Arc indique WOLFF).